# 田邊定義
田邊定義（日语：／ Sadayoshi Tanabe，1888年10月20日—2000年1月18日），日本超级人瑞，曾是日本第一長壽的男性，生於日本鳥取縣日南市多里村（今日南町）。
2000年1月18日以111歳又90日的年齡死去。田邊定義是日本第一長壽的男性，也曾經被定為世界上已驗證最年長者。

## 簡介
是一位學者和書志學家。他出生於日本鳥取縣日南市多里村（今日南町）。田邊正義的職業生涯始於東京的市政研究員。後來，他在東京市政調查會工作，他成為了秘書。田邊正義與在密歇根州大學建立了一個交流項目，日本研究中心於1950年在岡山縣成立。田邊正義在市政府的長期職業生涯後，田邊正義於1971年與採訪者鈴木赤城一起廣泛記錄口述歷史。